# Judyty (województwo warmińsko-mazurskie)
Judyty (niem. Juditten) – osada w Polsce położona w województwie warmińsko-mazurskim, w powiecie bartoszyckim, w gminie Sępopol. W latach 1975–1998 miejscowość administracyjnie należała do województwa olsztyńskiego.

## Historia
Dawna wieś pruska, która w 1425 roku została nadana jako majątek rycerski von Lesgewangom (ród pochodzenia staropruskiego). Wieś przez ponad 300 lat pozostawała w posiadaniu rodu von Lesgewange, by poprzez dziedziczenie przejść na własność von Kunheimów (do 1944 r.)
W 1889 r. majątek ziemski w Judytach, wraz z folwarkami: Gulkajmy, Park, Przewarszyty, obejmował 1121 ha ziemi.
Szkoła we wsi powstała w połowie XVIII wieku. W 1935 r. zatrudnionych było dwóch nauczycieli, a uczyło się 88 uczniów. W 1939 r. w Judytach mieszkało 536 osób.
W 1983 r. Judyty były we władaniu Państwowej Stadniny Koni. We wsi było w tym czasie 12 domów i 304 mieszkańców. Działał klub, świetlica, punkt bblioteczny, sala kinowa na 100 miejsc i sklep wielobranżowy.
W 1998 w zdewastowanym domu przeprowadzono remont i zamieniono go na kaplicę (parafia Żydowo). 

## Zabytki
Do wojewódzkiego rejestru zabytków wpisane są obiekty:
- Pałac w Judytach z drugiej połowy XIX w., neoklasycystyczny.